# Mohamed Sendid
Mohamed Sendid (født i Oran, arabisk: محمد صنديد), er en tidligere algerisk FIFA-dommer. Han er generalsekretær i Foreningen for afrikanske fodboldspillere. Han, dømte to kampe under Sommer-OL 1992, hvoraf den ene var kampen om 4.-pladsen. Han, har også dømt under flere VM-kvalifikationskampe.

## Karriere
- Sommer-OL 1992 (2 kampe)